# Rusko-poljska vojna (1654–1667)
Rusko-poljska vojna 1654–1667 (rusko rusko-poljskaja vojna, romanizirano Rusko-poljskaja vojna, poljsko Wojna polsko-rosyjska) imenovana tudi trinajstletna vojna, moskovska vojna in prva severna vojna je bila velik spopad med Ruskim carstvom in poljsko-litovsko Republiko obeh narodov. Med letoma 1655 in 1660 je bila Republika obeh narodov soočena tudi z invazijo Švedov, zato je to obdobje postalo znano kot  "Potop". 
Republiko obeh narodov je sprva utrpela več porazov, a si je opomogla in dobila več odločilnih bitk, vendar njeno izčrpano gospodarstvo ni moglo financirati dolgega konflikta. Zaradi notranje krize in državljanske vojne je bila prisiljena podpisati premirje. Vojna se je končala z znatnimi ruskimi ozemeljskimi pridobitvami in pomenila začetek vzpona Rusije kot velesile v vzhodni Evropi.

## Ozadje
V poznih 40. letih 17. stoletja so se napetosti med Poljaki in Kozaki močno zaostrile. Nezadovoljstvo in zagrenjenost Kozakov so okrepili še verski spori, kar se je  dokončno prelomilo leta 1648, ko je Bogdan Hmelnicki sprožil upor zaporoških kozakov proti Rdeči republiki in pridobil krepko podporo ruskega carja Alekseja Mihajloviča v zameno za zvestobo njemu samemu. Med pripravami na podporo Tatarov so Kozaki maja 1648 v dveh ločenih bitkah uničili poljsko vojsko, ki jo je Vladislav IV. Vasa poslal proti Ukrajini. Hmelnicki je zmagi izkoristil kot signal za ljudski upor. V Ukrajini se je začelo nasilje nad tistimi, ki so veljali za poljske kolaborante, kot so bili vladni uradniki in posestniki ter latinska in unijatska duhovščina. Razširili so se tudi pogromi nad Judi, ki so jih kmetje imeli za zatiralce. Huda poljska represija in povračilni ukrepi proti upornim prebivalstvom po prvi poljski zmagi so le še okrepili kozaško upornost. Hmeljnicki je nato začel  prodirati proti zahodu v Galicijo in osvojil Zamość, potem pa je kljub veliki prednosti  pred Poljaki svoj pohod ustavil. Po smrti kralja Vladislava IV. je parlament za kralja izvolil njegovega polbrata Ivana II., kar je spodbudilo Hmelnickega k takojšnjemu umiku in kmalu zatem k vrnitvi v Ukrajino. Ko je januarja prišel v Kijev, je bil na splošno priznan kot osvoboditelj. Ivan II. je takoj začel uvajati reforme, da bi rešil politične spore, etnične napetosti in vrtinec konfliktov, ki se je razplamtel v provincah. 
Hmelnicki je sprva od poljskih oblasti zahteval reševanje spornih  vprašanj, ko se je civilno mnenje odločno preusmerilo v njegovo korist, pa je začel spreminjati svojo splošno usmeritev. Ukrajino je začel obravnavati kot suvereno kozaško državo. Kmalu zatem je začel načrtovati vladni in bančni sistem, vzpostavil lokalno upravo pod vodstvom veteranskih kozaških častnikov in navezal stike s tujimi državami. Ker je bil formalno še vedno pripravljen priznati suverenost poljske krone, se je lotil pogajanj s Poljaki. To je poleti istega leta privedlo do nedokončanega Zborivskega sporazuma, ki ni bil sprejemljiv ne za Poljake ne za Ukrajince ne za radikalizirano širše prebivalstvo, katerega velika večina se je nato pridružila frakciji Hmelnickega. Občasni spopadi med Poljaki in uporniškimi partizani so se nadaljevali. Ko so se kozaški zavezniki Tatari med ključnimi dogodki pokazali za nezanesljive, je  začel Hmelnicki iskati druge zaveznike, ki bi mu pomagali vzpostaviti državnost.
Leta 1654 je bil podpisan Perejaslavski sporazum med Hmelnickim in moskovsko hierarhijo, ki je prinesel nekaj zelo spornih tolmačenj. Ruski zgodovinarji so pogosto poudarjali ukrajinsko sprejemanje carjeve suverenosti, s čimer so legitimirali rusko dominacijo v Ukrajini. Ukrajinsko zgodovinopisje je na drugi strani poudarjalo moskovsko priznanje njihovih avtonomnih pravic, povezanih z volitvami v hetmanatu, državno vlado in pravico do lastne  zunanje politike, kar je bilo v bistvu enakovredno neodvisnosti, omenjeni v sporazumu. Čeprav je bil ruski Državni zbor leta 1651 pripravljen sprejeti Kozake v moskovsko vplivno sfero in vstopiti v vojno proti Poljski in Litvi, je car čakal do leta 1653, ko je nova ljudska skupščina končno odobrila Carski Rusiji protektorat nad Ukrajino. Potem ko so Kozaki na Perejaslavskem zboru ratificirali sporazum, je rusko-poljska vojna postala neizogibna.

## Invazija na Republiko obeh narodov
Julija 1654 je ruska vojska 41.000 mož, uradno pod carjevim poveljstvom, dejansko pa pod poveljstvom knezov Jakova Čerkaskega, Nikite Odojevskega in Ivana Hovanskega, zavzela obmejni utrdbi Beli in Dorogobuž ter oblegala Smolensk. 
Ruski položaj pri Smolensku je bil negotov, dokler je veliki litovski hetman, knez Janusz Radziwiłł, z 10.000 možmi obvladoval Oršo, malo zahodneje od ruskih položajev. Čerkaski je zavzel Oršo in nato v bitki pri Šklovu 12. avgusta prisilil Radziwiłła k umiku.  Dvanajst dni kasneje je bil Radziwiłł ponovno poražen v bitki pri Šepelevičah. Po trimesečnem obleganju je Smolensk, glavni cilj tudi prejšnje rusko-poljske vojne, 3. septembra  1654  padel v roke Rusov. 
Medtem je knez Aleksej Trubeckoj vodil južni bok ruske vojske od Brjanska do Ukrajine. Ozemlje med Dneprom in Berezino je bilo hitro zavzeto. Trubeckoj je nato zavzel Mstislavl in Roslavl, njegovi ukrajinski zavezniki pa Gomel. Na severnem boku je Vasilij Borisovič Šeremetev na pohodu iz Pskova zavzel litovska mesta  Nevel (1. julija), Polock (17. julija) in Vitebsk (17. novembra). 
Carske čete so nato decembra vdrle v poljsko Livonijo in se trdno utrdile v Ludzi in Rezeknah. Hkrati so združene sile Hmelnickega in ruskega bojarja Buturlina napadle Volinijo in kljub številnim nesoglasjem med poveljniki do konca leta zavzele Ostrog in Rivne. 
Pozimi in spomladi 1655 je knez Radziwiłł sprožil protiofenzivo v Belorusiji, ponovno zavzel Oršo in oblegal Mogiljov. Obleganje je trajalo tri mesece in mu ni bilo videti konca. Januarja sta bila Šeremetjev in Hmelnicki poražena v bitki pri Ohmativu, medtem ko je druga poljska vojska skupaj z zavezniki Tatari pri Žaškovu uničila rusko-ukrajinski kontingent. 
Car je zaradi teh neuspehov odšel iz Moskve in spodbudil obsežno ofenzivo. Litovske sile se niso kdove kako upirale in so 3. julija predale Minsk Kozakom in Čerkaskemu. Vilno, glavno mesto Velike litovske kneževine, so Rusi zavzeli 31. julija. Temu uspehu je avgusta sledilo osvajanje Kaunasa in Grodna. 
Knez Volkonski je medtem odplul iz Kijeva po Dnepru in Pripjatu in na poti premagal Litovce in zavzel Pinsk. Trubetskojeva enota je zavzela Slonim in Kleck, medtem ko Šeremetevu ni uspelo veliko več kot 17. junija  zavzeti Veliž. Litovska garnizija se je še vedno upirala Kozakom v Starem Bihovu. Hmelnicki in Buturlin sta bila še vedno aktivna v Galiciji. Septembra sta napadla Lvov in po porazu Pavla Jana Sapiehe pri Brestu vstopila v Lublin. 

## Premirje in kampanja proti Vyhovskemu
Ruski vdor v poljsko-litovsko državo je leta 1655 spodbudilo Švedsko pod kraljem Karlom X., da so tudi oni napadli Poljsko. 
Afanasij Ordin-Naščokin se je nato začel pogajanja s Poljaki in 2. novembra podpisal tako imenovano Vilensko premirje. Po sklenitvi premirja so ruske sile v rusko-švedski vojni (1656–1658) ali drugi severni vojni vkorakale v švedsko Livonijo in oblegale Rigo. Hmelnicki se je strinjal z začasnim premirjem in podpiral carja, vendar ga je opozoril na poljsko potuhnjenost. Ivan Vihovski, po smrti Bogdana Hmelnickega leta 1657 izvoljen za njegovega naslednika, se je septembra 1658 povezal s Poljaki in ustanovil Veliko rutensko vojvodstvo. Po ustanovitvi vojvodstva in sklenitvi Perejaslavskega sporazuma z Rusi leta 1659 se je v Ukrajini začela državljanska vojna. 
Car je s Švedsko sklenil ugoden Valiersarski mir, ki mu je oktobra omogočila nadaljevanje vojne s Poljaki. Na severu je knez Jurij Dolgoruki 11. oktobra preprečil Sapiehov poskus blokade Vilne. Rusi pod poveljstvom Romodanovskega so na jugu vdrli v Ukrajino, Kozaki, ki so pred tem oblegali Kijev, pa so bili poraženi in Vihovski je ponovno prisegel zvestobo  ruskemu carju. V Belorusiji so ukrajinski kozaki organizirali upor, a so bili zaradi odločilnega obleganja Varve poraženi. Lete 1659 so s podporo Tatarov uspeli hudo poraziti Ruse. 
Ruska grožnja v Ukrajini se je okrepila, ko je Vihovski zaradi pohoda koškega atamana Ivana Sirka na Krim izgubil zavezništvo Krimskega kanata, ki ga je kasneje napadel tudi Čigirin. 
V Severiji, kjer je Vihovski namestil številne poljske garnizije, se je začel upor, v katerem je bil ubit ukrajinski plemič Jurij Nemirič, ki je veljal za prvotnega avtorja Gadjaškega sporazuma. Sirko je skupaj z umanskim polkovnikom Mihailom Hanenkom vodil obsežen upor po vsej Ukrajini. Uporni kozaki so od Vihovskega zahtevali, naj se odpove položaju hetmana  in vrne oblast Juriju Hmelnickemu, sinu Bogdana Hmelnickega, kot legitimnemu hetmanu Ukrajine. Nasprotnika sta se spopadla v bližini vasi Hermanivka. V bitki so preostali Kozaki dezertirali od Vihovskega in se zbrali pod Jurijem Hmelnickim. Vihovskemu so ostale samo poljske čete in plačanci. Vihovski se sklical svet, na katerem sta sodelovali obe strani, in razglasili unijo s Poljsko-Litvo za neveljavno. Zaradi naraščajočih prepirov in groženj je Vihovski zapustil zasedanje. Svet je za novega hetmana izvolil Jurija Hmelnickega in Vihovskemu poslal uradno zahtevo za predajo oblasti. Slednji ni imel druge izbire, kot da se zahtevi podredi. 
Ruske sile, presenečene pri Konotopu, so se poskušale ponovno pogajati o miru pod kakršnimi koli pogoji. Sprememba oblasti znotraj Kozaškega hetmanata, ki je odražala vpliv ruske zunanje politike v Ukrajini, je pomirila vojvodo Trubeckoja in Trubeckoj je povabil Hmelnickega k ponovnim pogajanjem. 
Hmelnickemu so svetovali, naj ne hiti, zato je k Trubeskoju poslal Petra Dorošenka kot svojega odposlanca. Trubeckoj je vztrajal, da  lahko mirovni sporazum podpiše edino hetman. Ko je Hmelnicki prispel v Perejeslav, je ugotovil, da se je ujel v past in da se mora podrediti pogojem, ki so jih Kozakom naložili Moskovčani.

## Konec vojne
Leta 1660 se je vojna sreča obrnila v korist poljsko-litovske skupne države. Kralj Ivan II. Kazimir je lahko po drugi severni vojni proti Švedski, ki se je končala s sklenitvijo Olivskega miru,  vse svoje sile usmeril na vzhodno fronto.:186  Sapieha in Stefan Czarniecki sta 27. junija v bitki pri Polonki premagala Hovanskega,:186 potem pa sta Potocki in Lubomirski napadla V.B. Šeremetjeva v bitki pri Cudnówu in ga 2. novembra prisilila k kapitulaciji.:186 Neuspehi na fronti so ruskega carja prisilili k sklenitvi Kardiškega mirovnega sporazuma, s čimer je preprečil novo vojno s Švedsko. 
Julija 1662 so bile sile Jurija Hmelnickega iz Desnobrežne Ukrajine, ki so jih podpirale poljske in krimske tatarske čete, skupaj približno 20.000 mož, v veliki bitki pri Kanivu poražene od ruskih sil Grigorija Romodanovskega in levobrežnih kozakov Jakima Somka (približno 28.000 mož).
Proti koncu leta 1663 je vojska poljsko-litovskega kralja prečkala Dneper in napadla Levobrežno Ukrajino. Večina mest na njeni poti se je predala brez odpora. Obleganje Gluhova januarja 1664 je bil drag neuspeh, pri Novgorodu-Severskem pa je utrpela še en poraz. Kampanja se je zato izkazala za popoln polom. Litovskim silam je poleti uspelo  blizu Vitebska premagati korpus Hovanskega, sicer pa je bila kampanja leta 1664 na splošno veliko razočaranje.:187
Mirovna pogajanja so se vlekla od leta 1664 do januarja 1667, ko je državljanska vojna prisilila Poljake in Litovce k sklenitvi Andrusovskega premirja, po kateri je poljsko-litovska država Rusiji odstopila trdnjavo Smolensk in Levobrežno Ukrajino, vključno s Kijevom, medtem ko je sama obdržala Desnobrežno Ukrajino.:186
Vojna je poleg ozemeljskih sprememb sprožila tudi velike spremembe v ruski vojski. Ruska vojska v tem času še vedno ni bila povsem stalna, ta konflikt pa jo je premaknil na pot k stalni vojski in postavil temelje za ruske vojaške uspehe pod Petrom Velikim in Katarino Veliko.
Vojna se je dogajala v času, znanem kot potop, in je imela za Poljsko velik negativen izid. Čeprav je Poljska uspela ponovno osvojiti nekaj izgubljenega ozemlja, je bila dolgoročno močno oslabljena in vse bolj ranljiva za ruske vpade. Država se ni mogla izogniti prihodnjim delitev Poljske, v katerih je imela pomembno vlogo prav Rusija.